# Śrawana
Śrawana (trl. śrāvaṇa) – jeden z miesięcy cyklu rocznego w kalendarzach stosowanych w Indiach.

## Tradycja hinduistyczna
Mitologia indyjska podaje dla każdego miesiąca bóstwa hinduistyczne patronujące danej części roku. Bóstwami tego typu są bóstwa solarne (jeden z dwunastu aditjów), mędrcy (ryszi) oraz istoty towarzyszące rydwanowi boga Surii w konkretnym miesiącu.
Temu miesiącowi przypisani zostali:
1. aditja: Indra
2. ryszi: Angira[1].

## Indyjski kalendarz narodowy
Rząd Indii utworzył Calendar Reform Committee w 1952 roku. Komitet ten opracował jednolity kalendarz dla całych niepodległych Indii, obowiązujący od 1 ćajtra, 1879 ery Saka, czyli 22 marca 1957.
Śrawana jest piątym miesiącem w tym kalendarzu. Rozpoczyna się 23 lipca a kończy 22 sierpnia, czyli obejmuje 31 dni.